# Gonzalo Molina
Gonzalo Molina (nascido em 5 de maio de 1995) é um ciclista argentino.

## Olimpíadas
Participou, representando a Argentina, dos Jogos Olímpicos de Verão de 2016 na modalidade do ciclismo BMX.